# Alicia Coutts
Alicia Jayne Coutts, född 14 september 1987 i Brisbane i Queensland i Australien, är en australisk simmare. Hon slutade på femte plats i sommar-OS 2008.